# Охаси (река)
Охаси (яп. 大橋川 о:хаси-гава) — протока в Японии на острове Хонсю, являющаяся частью реки Хии (префектура Симане). Охаси соединяет озера Синдзи и Накауми.
Длина протоки составляет 7,6 км. Охаси протекает через центр города Мацуэ. От неё ответвляется несколько рукавов, но в районе Яда она объединяется с ними и с идущей южнее протокой Тендзин (яп. 天神川 тэндзин-гава), после чего впадает в Накауми.
Около начала XVII века Хорио Ёсихара построил в Мацуэ первый мост через Охаси. В 1914 году рядом был построен мост Син-охаси (新大橋), а в 1972 на восточной оконечности озера Синдзи был возведён мост Синдзико-охаси (宍道湖大橋). Кроме того, её пересекают мосты Мацуэ-охаси и Кунибики-охаси.
В эру Мейдзи Охаси была значительно углублена, что позволило улучшить отток вод из Синдзи в Накауми и уменьшило риск наводнений в бассейне Хии.